# Versace
Versace este o casă de modă italiană fondată de  Gianni Versace în 1978.  Logo Versace este inspirat de Medusa. Medusa este o zeiță mitologică care are șerpi în loc de păr și abilitatea de a pietrifica pe oricine o privește direct în ochi.

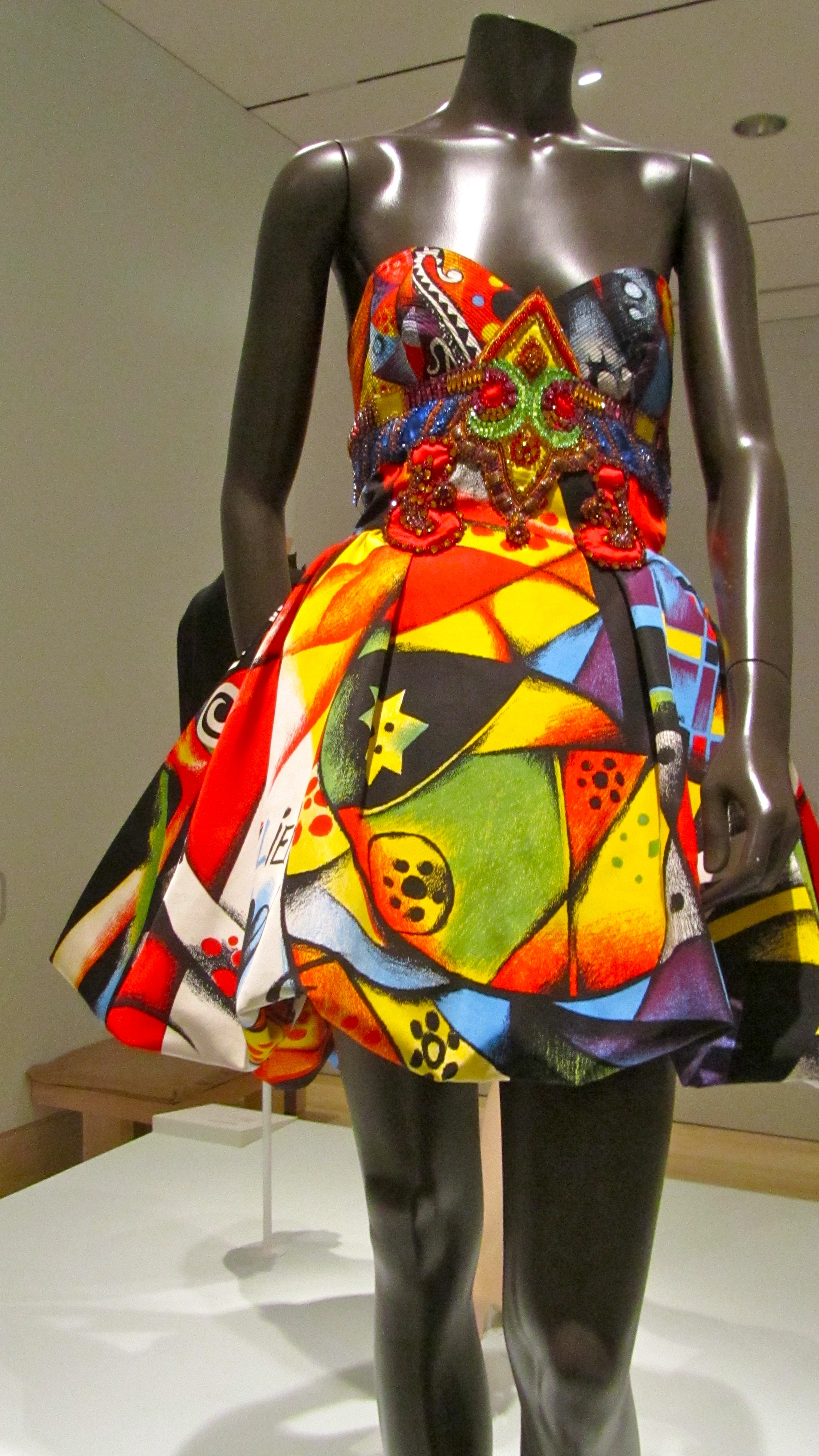
Rochie realizată de Gianni Versace

În 1972, Gianni Versace a creat primele sale colecții pentru Callaghan, Genny și Complice. În 1978, compania a început să activeze sub numele de „Gianni Versace Donna”.  Primul butic Versace a fost deschis în Via della Spiga din Milano în 1978.   Versace a fost unul dintre puținii designeri independenți care deținea controlul absolut asupra mărcii.  În 1982, compania a început să activeze și în industriile de accesorii, bijuterii și mobilier pentru casă.  În 1993, Donatella Versace a creat liniile „Young Versace”, și „Versus”.  În 1994, marca a câștigat recunoaștere internațională datorită rochiei negre Versace a lui Elizabeth Hurley.   
Compania Versace a fost adesea numită  „designerul Rock n’ Roll”, deoarece a avut mulți clienți celebri, dintre care Elton John și Michael Jackson. Versace a realizat costumele de scenă și costumele pentru coperta albumului lui Elton John în 1992. Versace a creat, de asemenea, îmbrăcăminte pentru Prințesa de Wales și pentru Prințesa Caroline de Monaco. Compania Versace este cunoscută pentru faptul că folosește pe podium aceleași modele ca și în reclame. 
După uciderea lui Gianni Versace în 1997, sora sa Donatella Versace, fostă vicepreședinte, a preluat funcția de director creativ, iar fratele său mai mare Santo Versace a devenit CEO.  Fiica lui Donatella, Allegra Versace, a primit un pachet de 50% din acțiunile companiei, asupra cărora și-a asumat controlul la vârsta de optsprezece ani.   
În 2000, „rochia verde Versace” purtată de Jennifer Lopez la cea de-a 42-a ediție a Premiilor Grammy  a câștigat multă atenție mass-media, fiind votată drept „a cincea cea mai emblematică rochie din toate timpurile”, în 2008, rochia lui Hurley din 1994 fiind votată prima într-un sondaj Daily Telegraph. 
La începutul anilor 2000, profitul companiei a scăzut.   Fabio Massimo Cacciatori a fost angajat ca CEO intermediar pentru a reorganiza și restructura Grupul Versace în 2003.  Cacciatori a demisionat în decembrie 2003 din cauza „disputelor cu familia Versace”.  Din 2004 Giancarlo di Risio, de la IT Holding, a fost CEO al grupului până la demisia sa din 2009 din cauza neînțelegerilor cu Donatella.    În mai 2016, Grupul Versace l-a numit pe domnul Jonathan Akeroyd în funcția de CEO și membru al consiliului de administrație al companiei. 
În februarie 2014, The Blackstone Group a achiziționat un pachet de 20% din compania Versace cu 210 milioane de Euro.   
În 2016, în întreaga lume erau deschise peste 1500 de buticuri Versace.
În septembrie 2018, Versace a anunțat că sută la sută din toate acțiunile familiei Blackstone și Versace au fost vândute grupului Michael Kors Limited. 
În octombrie 2018, Versace a anunțat că va prezenta primul spectacol de modă pre-toamnă al mărcii la New York pe 2 decembrie. Spectacolul a fost programat de ziua lui Gianni Versace. 
În 2018, Versace a interzis folosirea blănii naturale în colecțiile sale. De asemenea, în 2020, casa de modă a anunțat că va înceta să folosească piele de cangur în produsele sale de lux. 

## Colaborări
În 2006, Gianni Versace Srl a încheiat un parteneriat cu Automobile Lamborghini Srl pentru a produce Lamborghini Murciélago LP640 VERSACE. Mașina avea un interior Versace alb din satin,  cu logo-ul Versace brodat pe scaune. Mașina era disponibilă în culorile alb și negru. Au fost produse doar zece unități. Mașina a fost vândută cu un set de bagaje complementar, pantofi de conducere de lux și mănuși de conducere. 

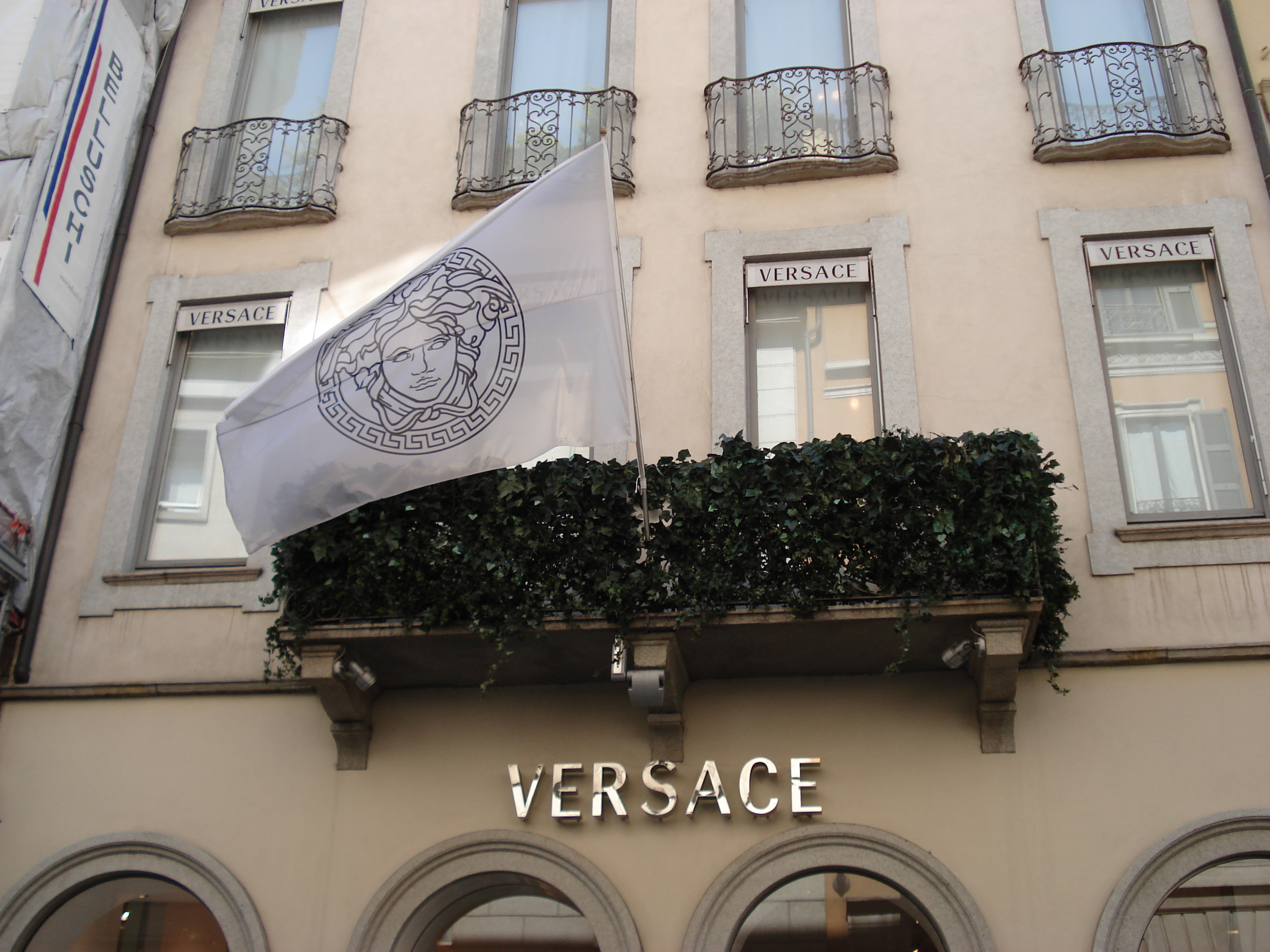
Boutique Versace din Milano, Italia

În 2008, Versace a colaborat cu AgustaWestland  pentru a crea elicopterul de lux AgustaWestland AW109 Grand Versace VIP. Interiorul acestuia era din piele Versace.  
În 2015, Versace a colaborat cu dansatorul Lil Buck pentru a lansa o linie de adidași. 
În 2018, Ronnie Fieg și Donatella Versace au lansat colecția Kith x Versace, cu logoul Medusa modificat. 